# Rolf Erdorf
Rolf Erdorf (* 26. Mai 1956 in Auw bei Prüm, Eifel) übersetzt Kinder- und Jugendliteratur sowie kunst- und kulturgeschichtliche Werke vom Niederländischen ins Deutsche.

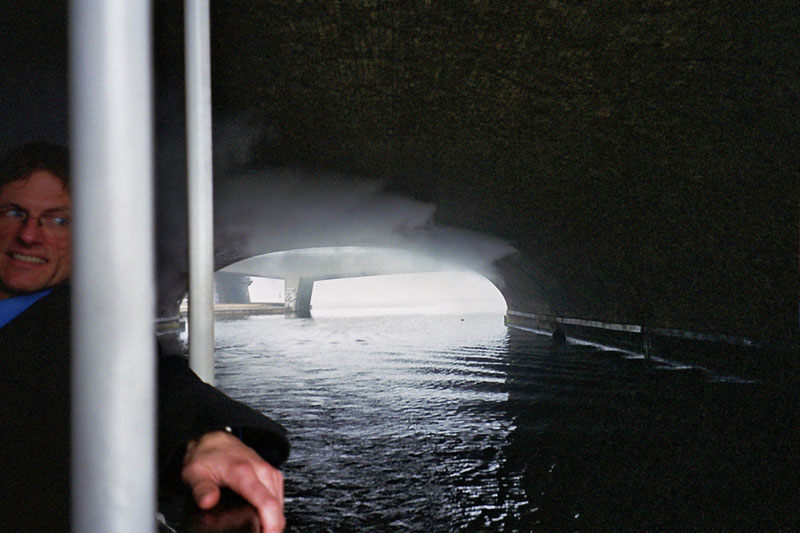
Rolf Erdorf 2002

## Biographie
Ab 1974 studierte Erdorf Germanistik und Romanistik in Bonn, ab 1980 Niederländische Philologie an der FU Berlin. Von 1984 bis 1989 war er als freier Journalist für niederländische Rundfunkanstalten tätig. Seit 1989 ist er Übersetzer im Hauptberuf. Rolf Erdorf wohnt in Bremerhaven.

## Auszeichnungen
- 1996: Förderpreis für literarische Übersetzungen der Freien und Hansestadt Hamburg für die Übersetzung von Klaas van Assen, Hesters Geheimnis. Nagel & Kimche, Frauenfeld 1996, ISBN 3-312-00794-1.
- 2005: Martinus-Nijhoff-Preis des Prins Bernard Cultuurfonds, Amsterdam für das Gesamtwerk an übersetzter Kinder- und Jugendliteratur (zusammen mit Annelies Jorna).
- 2006: Deutscher Jugendliteraturpreis, Sparte Jugendbuch für die Übersetzung von Dolf Verroen, Wie schön weiß ich bin (Originaltitel: Hoe mooi wit ik ben). Hammer, Wuppertal 2005, ISBN 978-3-7795-0039-1.
- 2006: Gustav-Heinemann-Friedenspreis für die Übersetzung von Dolf Verroen: Wie schön weiß ich bin
- 2016: Deutscher Jugendliteraturpreis, Sparte Bilderbuch, für die Übersetzung von Edward van de Vendel: Der Hund, den Nino nicht hatte. Bohem, Press Münster 2015, ISBN 978-3-85581-552-4.
- 2024: Deutscher Jugendliteraturpreis, Sonderpreis für das Gesamtwerk Übersetzung.

Seit 2005 (Stand:November 2023) wurden fünf Kinder- und Jugendbücher, die von Erdorf übersetzt wurden, mit dem Luchs des Monats ausgezeichnet.

## Werke
- Antarktis, Ostfildern 1993 (zusammen mit Diana Galimberti)

## Herausgeberschaft
- mit Chris Lambertsen (Fotos): Schwul-lesbische Sichtbarkeit, Männerschwarm, Hamburg 2011, ISBN 978-3-939542-80-3.

## Übersetzungen
- Frank Adam: Die 666. Reinkarnation oder Shit happens, Hildesheim 2009
- Anatomische Puppen, Ruhnmark 1993 (übersetzt zusammen mit Cornelia C. Kähler)
- Anmut und Andacht, Stuttgart 2007
- René Appel: Mord in der dritten Person, Berlin 1991
- Klaas van Assen: Hesters Geheimnis, Zürich [u. a.] 1996
- Klaas van Assen: Mees macht Geschichten, Zürich 1999
- Klaas van Assen: Papa macht Geschichten, Ravensburg 2004
- Els Beerten: Lauf um dein Leben, Düsseldorf 2005
- Corien Botman: Das ist dein Augenblick, Hamburg 2012
- Corien Botman: Prinzenleben, Hamburg 2011
- Corien Botman: Sag nicht, ich liebe dich, Hamburg 2006
- Diane Broeckhoven: Tage mit Goldrand, Hamburg 1994
- Jos van den Broek: Verschwiegene Not, Zürich 1993
- Jorien de Bruijn: Villa Proppenvoll, Hamburg 2008
- Willem Capteyn: Tibor, Recklinghausen 1994
- Salvador Dalí: Dalí kompakt, Stuttgart 2003
- Jan De Leeuw: Falsche Bilder, München 2009
- Jan De Leeuw: Nachtland, Hildesheim 2007
- Jan De Leeuw: Roter Schnee auf Thorsteinhalla, Hildesheim 2010
- Jan De Leeuw: Schrödinger, Dr. Linda und eine Leiche im Kühlhaus, Hildesheim 2010
- Jan De Leeuw: Das Schweigen der Eulen, Hildesheim 2006
- Jan De Leeuw: Eisvogelsommer, Hildesheim 2016
- Jan De Leeuw: Babel, Stuttgart 2018
- Jochem Myjer: Die Gorgel, Stuttgart 2016
- Jochem Myjer: Die Welt der Gorgel, Stuttgart 2018
- Patrick De Rynck: Die Liebfrauenkathedrale in Antwerpen, Gent [u. a.] 2005
- Marita de Sterck: Zuletzt die Hunde, Hamburg 2012
- Die Geburt des Barock, Stuttgart 2001 (übersetzt zusammen mit Werner Peterich)
- Ronald Giphart: Ich umarme dich vieltausendmal, München 2001
- Vincent van Gogh: Van Gogh kompakt, Stuttgart 2002
- Linda Groeneveld: Ein Elefant für die Prinzessin, Hildesheim 2013
- Petra Gunst: Belgien, Brüssel 2005
- Annemarie van Haeringen: Monsieur Matisse und seine fliegende Schere, Stuttgart 2015
- Annemarie van Haeringen: Schneewittchen strickt ein Monster, Stuttgart 2016
- Annemarie van Haeringen: Ossip und der rote Faden, Stuttgart 2018
- Annemarie van Haeringen / Ao De, Ao Ter, Mein Papa, Stuttgart 2018
- Corrie Hafkamp: Amerta, Tochter des Meeres, Würzburg 1994
- Veronica Hazelhoff: Krähensommer, Zürich [u. a.] 1997
- Veronica Hazelhoff: Winterkind, Zürich 2000
- Martha Heesen: Fliegende Steine, Hildesheim 2017
- Martha Heesen: Mein Bruder, die Neuen und ich, Hildesheim 2016
- Martha Heesen: Hunde muss man gar nicht mögen, Hildesheim 2015
- Martha Heesen: Marie und der Himmel auf Erden, Düsseldorf 2006
- Martha Heesen: Montag hat Flügel, Mannheim 2010
- Martha Heesen: Die Nacht, als Mats nicht heimkam, Düsseldorf 2005
- Iris van der Heide: Sara und die Zauberkreide, Düsseldorf 2006
- Iris van der Heide: Was für ein Tag!, Hamburg 2007
- Katrien Hoekstra: Hamdi, Leipzig 2010
- Marjon Hoffman: Die Boskampi, Hamburg 2006
- Matthijs Ilsing und Jos Koldewij (Hrsg.), Hieronymus Bosch: Visionen eines Genies. Stuttgart 2016
- Matthijs Ilsing, Jos Koldewij, Ron Spronk, Luuk Hoogstede (Hrsg.), Hieronymus Bosch: Maler und Zeichner. Stuttgart 2016
- Hans Janssen: Kinder wollen Klarheit, Zürich 1994
- Japan: Meji-Kunst & Japonismus, Zwolle 2006
- Jordaens und die Antike, München 2012
- Maayken Koolen: Guck mal da!, Weinheim [u. a.] 2009
- Rindert Kromhout: Katzen fangen, Wien 1995
- Marco Kunst: Gelöscht, Hildesheim 2005
- Marco Kunst: Isas Traum, Hildesheim 2010
- Marco Kunst: Der Schlüsselträger und die grauen Könige, Hildesheim 2013
- Marco Kunst: Flieg!, Hildesheim 2015
- Marco Kunst: Herr der Zeiten, Hildesheim 2016
- Sjoerd Kuyper: Das Taschenmesser. Anrich, Kevelaer 1994, ISBN 3-89106-183-8.
- Ted van Lieshout: Wo bleibt das Meer?, München 2017
- Ted van Lieshout: Sehr kleine Liebe, München 2014
- Paul van Loon: Lieber Mond, ich komm dich holen, Hamburg 1994.
- Magritte, Stuttgart [u. a.] 1998 (übersetzt zusammen mit Cornelia Kolden).
- Roger Marijnissen: Bruegel, Köln 2003.
- Koos Meinderts: Ballade vom Tod, Hildesheim 2009.
- Grant Michaels: Zum Sterben schön, Berlin 1993.
- Brigitte Minne/Carll Cneut: Hexenfee, Münster 2016
- Tina Mortier: Marie und die Dinge des Lebens, Zürich 2014.
- Mirjam Oldenhave: Flieh, wenn du kannst!, Münster 2009.
- Ron van Outsem: Sexueller Mißbrauch an Jungen, Ruhnmark 1993.
- Pablo Picasso: Picasso kompakt, Stuttgart 2003 (übersetzt zusammen mit Beatrice von Bormann).
- Sieb Posthuma: Wo steckt Rintje?, Köln 2008.
- Walter Prevenier: Die burgundischen Niederlande, Weinheim 1986.
- Wouter van Reek: Krawinkel & Eckstein: Auf den Spuren von Piet Mondrian, Hildesheim 2012.
- Wouter van Reek: Krawinkel & Eckstein: Die Erfindung, Düsseldorf 2008.
- Wouter van Reek: Krawinkel & Eckstein: Die Rettungsaktion, Düsseldorf 2006.
- Fiona Rempt: Superfreunde, Mannheim 2012.
- Loes Riphagen: Klitzekleine Superhelden, Hildesheim 2012.
- Loes Riphagen: Schlafzimmertiere, Hildesheim 2010.
- Lydia Rood: Im Zirkus bin ich zu Hause, Wien 1994.
- Lydia Rood: Mohnkind, Wien 1993.
- Helga Ruebsamen: Auf Scheveningen, Berlin 1992
- Helga Ruebsamen: Der tanzende Kater, Berlin 1995
- Gideon Samson: Der Himmel kann noch warten, Münster 2009
- Gideon Samson: 70 Tricks, um nicht baden zu gehen, Hildesheim 2014
- Gideon Samson: Doppeltot, Hildesheim 2015
- Gideon Samson: Flutlicht, Hildesheim 2016
- Gideon Samson: Sternschnuppensommer, Hildesheim 2018
- Gideon Samson: Ein Zebra in der Schule, Hildesheim 2021
- Erna Sassen: Das hier ist kein Tagebuch, Stuttgart 2015
- Erna Sassen: Komm mir nicht zu nah!, Stuttgart 2016
- Erna Sassen: Keine Form in die ich passe, Stuttgart 2018
- Erna Sassen: Ohne dich, Stuttgart 2022
- Ruttien Schregardus: Kinder mit Schlafproblemen, Zürich 1994
- Peter Slabbynck: Das Trikot mit den Punkten, Hildesheim 2000
- Viktor Staudt: Die Geschichte meines Selbstmords und wie ich das Leben wiederfand, München 2014
- Karlijn Stoffels: 1:0 für die Idioten, Weinheim [u. a.] 2009
- Karlijn Stoffels: Khalid, Weinheim [u. a.] 2003
- Karlijn Stoffels: Stiefland, Weinheim 2001
- Astrid Sy: Nenn keine Namen, Hildesheim 2023
- TheoThijssen: Ein Junge wie Kees, Göttingen 2019
- Belinda Thomson: Van Gogh – Gemälde, Ostfildern 2007
- Sjraar van Heugten (Hrsg.) Van Gogh – die Zeichnungen, Stuttgart 2005
- Leen van den Berg: Vom Elefanten, der wissen wollte, was Liebe ist, Hildesheim 2014
- Maarten Vande Wiele: Paris, Hamburg 2012
- Simon van der Geest: Dysseus, Stuttgart 2017
- Ina Vandewijer: Wie ein Stein in mir, Mannheim 2011
- Edward van de Vendel: Spring, wenn du dich traust, Hamburg 2001
- Edward van de Vendel: Was ich vergessen habe, Hamburg 2004
- Edward van de Vendel: Anna Maria Sofia und der kleine Wim, Hamburg 2006
- Edward van de Vendel: Großvater, Kleinvater, Hamburg 2007
- Edward van de Vendel: Twice oder Cooler als Eis, Hamburg 2007
- Edward van de Vendel/Carll Cneut: Zwei Millionen Schmetterlinge, Köln 2008
- Edward van de Vendel: Superguppy, Köln 2008
- Edward van de Vendel: Die Tage der Bluegrass-Liebe, Hamburg 2008
- Edward van de Vendel: Die langen Nächte der Stille, Hamburg 2009
- Edward van de Vendel: Lieb sein, Superguppy!, Köln 2011
- Edward van de Vendel: Die Taube, die sich nicht traute, Hildesheim 2011
- Edward van de Vendel/Anoush Elman: Der Glücksfinder, Hamburg 2011
- Edward van de Vendel/Carll Cneut: Ein Hund wie Sam, Hamburg 2011
- Edward van de Vendel: Der Winter mit Sam, Hamburg 2011
- Edward van de Vendel/Anton van Hertbruggen: Der Hund, den Nino nicht hatte. Münster 2015
- Edward van de Vendel/Dieter und Ingrid Schubert: Der Wiederfrohmachvogel. Frankfurt 2016
- Edward van de Vendel: Prinz Hajo der Glückliche. 10 Geburtstage, 2 Hunde und 1 Prinz, Hildesheim 2017
- Edward van de Vendel/Marije Tolman: Der kleine Fuchs. Hildesheim 2020
- Edward van de Vendel/Anoush Elman: Mischka, Stuttgart 2023
- Karel Verleyen: Das Geheimnis des Roten Wikingers, Würzburg 1993
- Frank Vermeulen: Der Herr Albert, Hildesheim 2003
- Dolf Verroen: Es ist an der Zeit, Frankfurt am Main 1997
- Dolf Verroen: Josefinchen Mongolinchen, Stuttgart 2006
- Dolf Verroen: Warten auf den Kaiser, Hamburg 1999
- Dolf Verroen: Krieg und Freundschaft, Stuttgart 1999. Neuauflage: Stuttgart 2016.
- Dolf Verroen: Wie schön weiß ich bin, Wuppertal 2005.
- Vincent van Gogh – die Farben der Nacht, Ostfildern 2008
- Derk Visser: Der schönste Ort der Welt, Zug 2011
- Simone van der Vlugt: Das Klapperhaus, Düsseldorf 2005
- Dirk de Vos: Rogier van der Weyden, München 1999 (übersetzt zusammen mit Annemarie Seling)
- Anke de Vries: Eine Brücke für Judith oder: Verhängnisvolles Schweigen, Reinbek bei Hamburg 1995
- Anke de Vries: Memo schweigt, Reinbek bei Hamburg 1998
- Piet Vroon: Drei Hirne im Kopf, Zürich 1993
- Bette Westera/Sylvia Weve: Überall & nirgends, München 2016
- Bette Westera/Sylvia Weve: Was macht das Licht, wenn es dunkel wird?, München 2019
- Bette Westera/Sylvia Weve: Auseinander, München 2022
- Marleen Westera: Schaf und Ziege, Düsseldorf 2006
- Janwillem van de Wetering: Kuh fängt Hase, Reinbek bei Hamburg 1991
- Saskia van der Wiel: Küss mich endlich!, Hamburg 2003
- Arnoud Wierstra: Babel, Berlin 2017
- Riet Wille: Ene mene muh ... wo bist du?, Hildesheim 2010
- Jan F. de Zanger: Warum haben wir nichts gesagt ...?, Kevelaer 1991
- Joost Zwagerman: Falsches Licht, Hamburg 1995
- Joost Zwagerman: Die Nebenfrau, Wien 2000
- Floortje Zwigtman: Adrian Mayfield – Auf Leben und Tod, Hildesheim 2011
- Floortje Zwigtman: Adrian Mayfield – Versuch einer Liebe, Hildesheim 2009
- Floortje Zwigtman: Ich, Adrian Mayfield, Hildesheim 2008
- Floortje Zwigtman: Wolfsrudel, Hildesheim 2006